# Districte de Banská Štiavnica
El districte de Banská Štiavnica - (eslovac) Okres Banská Štiavnica - és un dels 79 districtes d'Eslovàquia. Es troba a la regió de Banská Bystrica. Té una superfície de 292,3 km², i el 2013 tenia 16.414 habitants. La capital és Banská Štiavnica.

## Demografia
| Godina             | 1994   | 2004   | 2014   | 2024   |
| ------------------ | ------ | ------ | ------ | ------ |
| Nombre de persones | 17.028 | 17.046 | 16.367 | 15.350 |
| Diferència         |        | +0,10% | −3,98% | −6,21% |

| Godina             | 2023   | 2024   |
| ------------------ | ------ | ------ |
| Nombre de persones | 15.407 | 15.350 |
| Diferència         |        | −0,36% |

## Llista de municipis

### Ciutats
- Banská Štiavnica

### Pobles
Banská Belá · Banský Studenec · Baďan · Beluj · Dekýš · Ilija · Kozelník · Močiar · Podhorie · Počúvadlo · Prenčov · Svätý Anton ·  Štiavnické Bane · Vysoká
1. 1 2  «Počet obyvateľov podľa pohlavia - obce (ročne) [om7102rr_obce=AREAS_SK]».   Statistical Office of the Slovak Republic, 31-03-2025. [Consulta: 31 març 2025].